# Chamyris cerintha
Chamyris cerintha là một loài bướm đêm trong họ Noctuidae.